# 郭普校
郭普校（1964年1月—），陕西耀县人，中国人民解放军空军上将。

## 生平
1981年从兰州一中毕业后参军入伍。
曾任空军航空兵37师政治委员，空军乌鲁木齐指挥所政委。
2011年7月，任空降兵15军政治部主任。
2014年，任空降兵15军政委。
2017年，任中部战区副政委兼战区空军政委。
2019年12月，调任中央军事委员会后勤保障部政治委员。2020年12月明确为正战区级。
2022年1月，任空军政治委员。
2012年7月，晋升少将军衔。2018年7月，晋升中将军衔。2020年12月，晋升上将军衔。是第十三届全国人大代表。